# Parti socialiste belge
Pour les articles homonymes, voir Parti socialiste, PSB et BSP.
Cet article concerne l'ancien Parti socialiste belge. Pour les partis actuels, voir Parti socialiste (Belgique) et Socialistische Partij Anders.
 (mai 2022).
Si vous disposez d'ouvrages ou d'articles de référence ou si vous connaissez des sites web de qualité traitant du thème abordé ici, merci de compléter l'article en donnant les références utiles à sa vérifiabilité et en les liant à la section « Notes et références ».
Le Parti socialiste belge ou PSB (Belgische Socialistische Partij ou BSP) est un ancien parti social-démocrate belge unitaire (c'est-à-dire s'adressant aussi bien aux francophones qu'aux Flamands). En néerlandais, on l'appelait le Belgische Socialistische Partij (BSP). Le parti vécut de 1885 à 1945 sous le nom de Parti ouvrier belge. Ayant ensuite adopté l'appellation de Parti socialiste belge, il se scinda en 1978 en une aile francophone (le PS) et une aile flamande (le SP).

## Histoire

### 1940-1978: le Parti socialiste belge
En 1940, le POB est dissous par Henri de Man - président depuis le décès de Vandervelde à la fin de 1938 - qui incite ses membres à se rallier à la politique de Léopold III. Cependant, le roi s'abstient de toute collaboration avec l'Allemagne alors que, par contre, de Man rejoint les rangs de la collaboration active. Beaucoup de militants ne le suivent pas et certains entrent même dans la Résistance. Du côté wallon il en est qui réfléchissent à l'après-guerre, dans la perspective d'une restructuration radicale du mouvement socialiste et de l'État belge sur une base fédérale. Cette idée ne sera pas retenue à la Libération. En revanche, les socialistes clandestins l'emportent en 1945 lorsque le mouvement opte pour l'autonomie de ses quatre grandes branches. Les organisations syndicales (FGTB), mutualiste et coopérative sont désormais indépendantes de l'organisation politique, devenue Parti socialiste belge (PSB).
En 1945, un nouveau parti, le PSB est fondé.
De 1945 à 1950, la Question royale et l'abdication du roi Léopold III à qui on reproche son comportement en 1940 provoquent une division de l'opinion publique qui révèle des sensibilités différentes entre le nord et le sud du pays, mais sous une forme encore diffuse. La Flandre révèle une légère majorité en faveur du roi, tandis que le sud se révèle opposé à celui-ci, mais avec une faible marge. Cela apparaît en 1950, à l'issue d'un référendum populaire qui donne 56,6 % de voix - majorité calculée sur l'ensemble du pays - en faveur du retour du roi (en exil en Suisse). Cette faible majorité n'est pas acceptée par tous et des mouvements violents éclatent parmi les adversaires du roi. Voulant éviter un drame social et politique, Léopold III abdique en faveur de son fils nommé prince royal jusqu'à sa majorité en 1951. Celui-ci prête alors serment devant le parlement et devient roi sous le nom de Baudouin Ier.
Sous la pression de la gauche, les années 1950 seront marquées par de grands conflits scolaires. Au parti catholique, seul au pouvoir de 1950 à 1954 et qui favorisait l'enseignement « libre », succèdent en 1954 le parti socialiste qui s'efforce, dans un gouvernement formé avec le parti libéral, de renverser la vapeur au profit des écoles officielles. Toutefois, il n'est guère question à l'époque de grands acquis sociaux. Les principales réformes économiques et sociales, dont l'instauration de la sécurité sociale, ont été obtenues sous les gouvernements à direction socialiste de l'immédiate après-guerre.
Le gouvernement socialiste libéral contribue à l'exposition universelle de Bruxelles Expo 58 qui marque un tournant dans l'histoire de Belgique. On y assiste, pendant six mois, à la victoire d'une certaine Belgique capitaliste et prospère qui doit beaucoup au réformisme pragmatique des socialistes. C'est aussi l'époque de la guerre froide. Les excès du stalinisme en URSS ont engendré un climat de menace mis à profit par les États-Unis et les pays d'Europe pour provoquer un réarmement militaire au sein de l'OTAN. De ce fait, le parti communiste belge subit le discrédit qui touche la doctrine marxiste, ce qui entraîne le ralliement de nombre de ses membres au parti socialiste.
Mais l'indépendance du Congo belge, accordée hâtivement en juin 1960, entraîne des troubles qui provoquent une brève intervention militaire belge en Afrique. Il en résulte une brève poussée de fièvre de l'extrême droite belge à travers d'éphémères mouvements liés à l'OAS française.
Cependant, ce sont les problèmes économiques et sociaux qui vont revenir à l'avant-scène quand les points d'ancrage de l'industrie wallonne entrent en crise. Parti et syndicat socialistes ont alors un même but, la réalisation de réformes de structures économiques. Les militants wallons y ajoutent le fédéralisme à l'occasion de la grève générale de l'hiver 1960 contre un projet de « loi unique » du gouvernement chrétien-libéral. Tout comme l'affaire royale, de 1945 à 1950, la « grande grève » est le révélateur de l'ampleur du problème communautaire et linguistique. Les efforts en vue de régler les tensions communautaires, entre 1961 et 1965, ne conduisent pas à l'apaisement. Dès lors, les socialistes wallons s'orientent encore plus vers la revendication fédéraliste à partir de 1967. D'autre part, en 1968, une partie des militants flamands bruxellois fait scission et crée les Rode Leeuwen (Lions rouges), un mouvement socialiste flamand qui présente des listes concurrentes de celles du PSB-BSP, préfigurant la scission définitive de 1978. Les socialistes contribuèrent aussi en 1970 à inscrire dans la Constitution une solution de type « communautaire et régionaliste ».

### 1978: Le PS et le SP
Si la Flandre a effectivement obtenu en 1970 l'autonomie culturelle qu'elle souhaitait, la Wallonie n'a eu que la promesse de la régionalisation économique qu'elle réclamait.
Tous les efforts des socialistes francophones tendront au cours de la décennie à la concrétisation de cette revendication, que la crise économique rend encore plus justifiée à partir de 1975. Dans ce contexte, les tensions et les divergences entre socialistes du nord et du sud du pays - comme précédemment dans les autres familles politiques - aboutissent en 1978 à la scission du parti en une aile francophone (le PS) et une aile flamande (le SP).
C'est l'aboutissement d'une évolution alors en cours depuis quarante ans. André Cools devient le premier président des socialistes francophones.

## Personnalités historiques du Parti ouvrier belge (1885–1940) et du Parti socialiste belge (1945–1978)
- César De Paepe (1842–1890)
- Alfred Defuisseaux (1843–1901)
- Jean Volders (1855–1896)
- Édouard Anseele (1856–1938)
- Louis Bertrand (1856–1943)
- Désiré Maroille (1862–1919)
- Jules Destrée (1863–1936)
- Paul Pastur (1866–1938)
- Émile Vandervelde (1866–1938)
- Louis de Brouckère (1870–1951)
- Camille Huysmans (1871–1968)
- Joseph Dujardin (1879–1937)
- Achille Delattre (1879–1964)
- Joseph Jacquemotte (1883–1936)
- Henri de Man (1885–1953)
- Émile Parys (1897–1956)
- Achille van Acker (1898–1975)
- Paul-Henri Spaak (1899–1972)
- Freddy Terwagne (1925–1971)

## Présidents du PSB-BSP
- 1945-1959 : Max Buset
- 1959-1971 : Léo Collard
- 1971-1973 : Jos Van Eynde et Edmond Leburton, coprésidents
- 1973-1975 : Jos Van Eynde et André Cools, coprésidents
- 1975-1977 : André Cools et Willy Claes, coprésidents
- 1977 : André Cools et Karel Van Miert, coprésidents

## Résultats électoraux

### Parlement national

#### Chambre des représentants
| Année | Voix      | %     | Sièges   | Participation gouvernementale             |
| ----- | --------- | ----- | -------- | ----------------------------------------- |
| 1946  | 746 738   | 31,6  | 69 / 212 | Spaak II, Huysmans, Spaak III, Spaak IV   |
| 1949  | 1 496 539 | 29,7  | 66 / 212 | Opposition                                |
| 1950  | 1 705 781 | 34,5  | 77 / 212 | Opposition                                |
| 1954  | 1 927 015 | 37,3  | 86 / 212 | Van Acker IV                              |
| 1958  | 1 897 646 | 35,8  | 84 / 212 | Opposition                                |
| 1961  | 1 933 424 | 36,7  | 84 / 212 | Lefèvre                                   |
| 1965  | 1 465 503 | 28,3  | 64 / 212 | Harmel puis opposition                    |
| 1968  | 1 449 172 | 28    | 59 / 212 | Gaston Eyskens IV                         |
| 1971  | 1 335 730 | 25,28 | 57 / 212 | Gaston Eyskens V, Leburton I, Leburton II |
| 1974  | 1 566 317 | 29,79 | 59 / 212 | Opposition                                |
| 1977  | 1 507 014 | 27,02 | 62 / 212 | Tindemans IV, Vanden Boeynants II         |